# Piz de Trescolmen
Piz de Trescolmen är en bergstopp i Schweiz.   Den ligger i regionen Moesa och kantonen Graubünden, i den sydöstra delen av landet, 150 km öster om huvudstaden Bern. Toppen på Piz de Trescolmen är 2 581 meter över havet.
Terrängen runt Piz de Trescolmen är huvudsakligen mycket bergig. Närmaste större samhälle är Biasca, 17,3 km väster om Piz de Trescolmen. 
I omgivningarna runt Piz de Trescolmen växer i huvudsak blandskog. Runt Piz de Trescolmen är det mycket glesbefolkat, med 7 invånare per kvadratkilometer.